# Liste des rois de Vestfold
Voici la liste des rois de Vestfold, royaume ayant précédé la Norvège.

## Rois deVestfold
- 630-685 : Olav Ier, roi de Vestfold
- 685-745 : Halfdan Ier, roi de Vestfold
- 745-750 : Eystein Fret, roi de Vestfold[1]
- 750-800 : Halfdan II, roi de Vestfold[1]
- 800-820 : Gudrod, roi de Vestfold[1]
- 820-880 : Olav II, co-roi de Vestfold[1]
- 880-880 : Ragnnald, co-roi de Vestfold
- 820-863 : Halfdan III, co-roi de Vestfold[1]
- 863-880 : Harald Ier de Norvège, co-roi de Vestfold puis premier roi de Norvège